# Sereg András
Sereg András (Budapest, 1959. november 12.–) sajtófőnök, újságíró.

## Pályafutása
1966 és 1974 között Zalaegerszegen járt általános iskolába, 1974-75-ben a Zrínyi Miklós Gimnázium, 1976-78-ban a budapesti Eötvös József Gimnázium tanulója volt, itt is érettségizett. 1982 és 1988 között az ELTE Állam- és Jogtudományi Karán tanult, ahol évfolyamtársai voltak: Fodor Gábor, Molnár Péter, Orbán Viktor és Simicska Lajos.
1979-81-ben a Gamma Művekben mint műszaki könyvtáros dolgozott, 1981-82-ben katonai szolgálatot teljesített, 1986-89-ben a Ganz-MÁVAG-nál jogi gyakornokként alkalmazták. 1985-88-ban az Egyetemi Lapokban publikált, 1989 márciusától és 2005 áprilisáig a Népszabadság újságírója és rovatvezető helyettese volt, 1998-tól belpolitikai szerkesztőjeként dolgozott. 1999 és 2003 között a Népszabadság Rt. Oktatási Stúdiójában szemináriumvezető volt, 2005-től az Alkotmánybíróság sajtófőnöke. 1999-ben megalapította a De jure jogászmagazint, aminek 2010-ig főszerkesztője is volt. 2011-ben a Magyar Igazságügyi Szakértői Kamara honlapszerkesztője, 2012-től a Jogi Fórumnál mint újságíró dolgozott. 25 év alatt 1000-nél is több cikkét közölték napilapok és folyóiratok. Első könyve 2005-ben jelent meg Alkotmánybírák talár nélkül címmel.
1969-től 1982-ig kosárlabdázott, 1976, 1977 és 1978-ban a gimnáziumi csapattal magyar kupagyőztes volt.

## Családja
Édesapja elsőgenerációs értelmiségiként az 1950-es években a Gamma Művek főkonstruktőre volt, majd 1962-ben gépipari technikumi igazgató lett Zalaegerszegen, az 1970-es évektől haláláig tanított a Műegyetemen. Édesanyja tanítónő. Két bátyja közül Péter műszaki tanár, István mérnök-közgazdász. Sereg András 1985-ben nősült, két gyermeke van. Szabolcs és Réka.

## Könyvei
- Alkotmánybírák talár nélkül (KJK-Kerszöv, 2005, ISBN 9632248538)
- Alkotmánybírósági Évkönyv (szerkesztő, 2006, 2007, 2008)
- Boross – Hadapródiskolától a miniszterelnöki székig (Magyar Hivatalos Közlönykiadó, 2007,  helytelen ISBN kód: 9639722282 )
- Jogod van hozzá! (Magyar Közlöny, 2008, ISBN 9789639722385)
- Bihari Mihály. Életrajz, politika, rendszerváltás; riporter Sereg András; Korona, Bp., 2010

## Kitüntetések
- Közigazgatási témában újságírási díj (1999)
- Emberi Jogokért Emlékplakett (2006)